# Wolf Herre

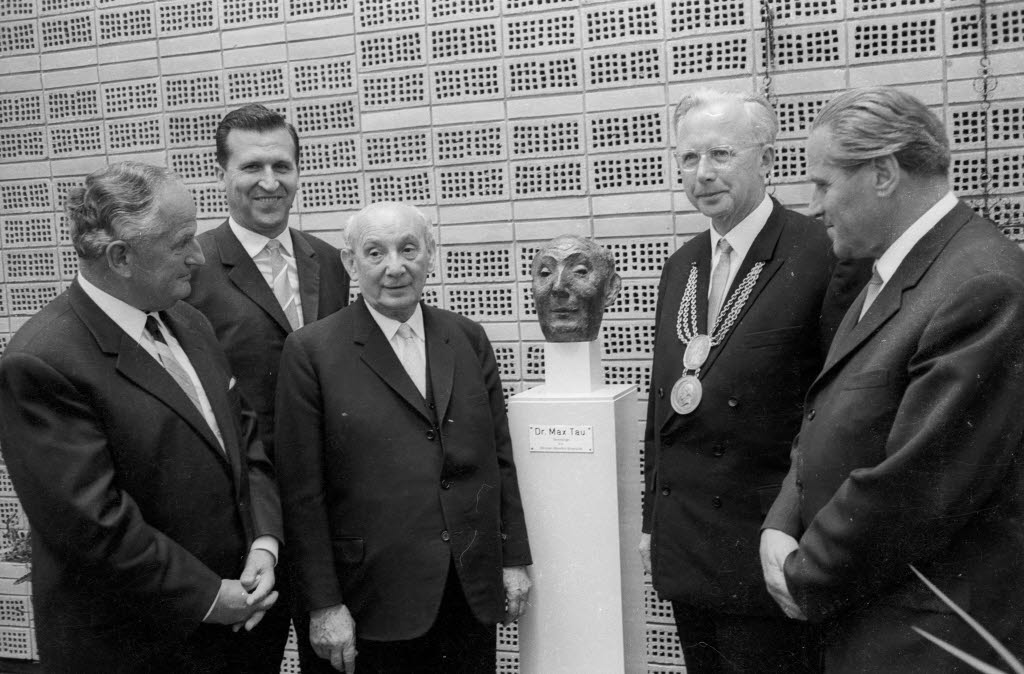
Wolf Herre (mit Amtskette) 1967

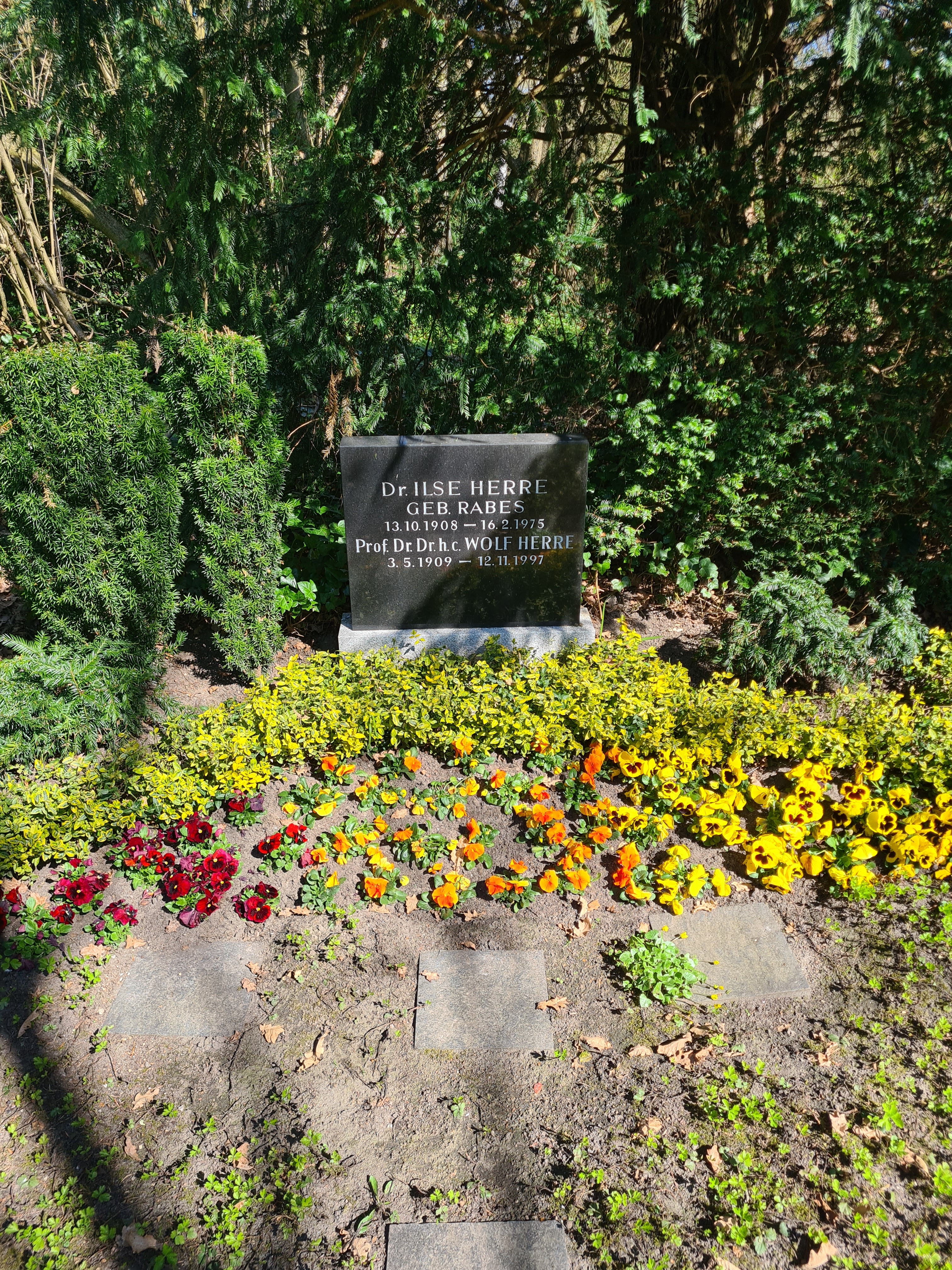
Das Grab von Wolf Herre und seiner Ehefrau Ilse geborene Rabes auf dem Nordfriedhof (Kiel)

Karl Wolfgang „Wolf“ Herre (* 3. Mai 1909 in Halle (Saale); † 12. November 1997 in Frankfurt am Main) war ein deutscher Zoologe und Mitherausgeber der Zeitschrift Das Tier.

## Leben
Wolf Herre studierte von 1927 bis 1932 an der Universität Halle und an der Universität Graz. Während seines Studiums wurde er 1927 Mitglied der Sängerschaft Fridericiana Halle und 1929 Mitglied der Sängerschaft Gothia Graz. In Halle wurde er 1932 bei dem Zoologen Berthold Klatt (später Ordinarius für Zoologie in Hamburg) promoviert. Nachdem er 1934 Mitglied der Sturmabteilung und des NS-Lehrerbundes geworden war, habilitierte er sich 1935 für Zoologie und Vergleichende Anatomie. Nach der Lockerung der Mitglieder-Aufnahmesperre der NSDAP trat er zum 1. Mai 1937 der NSDAP bei (Mitgliedsnummer 4.041.461). Seine Tätigkeit an der Universität Halle erstreckte sich von einer Assistenz am Tierzuchtinstitut (1932), über eine Dozentur für Zoologie und vergleichende Anatomie (1936) bis zur außerplanmäßigen Professur (1942).
Nach Kriegsdienst und Kriegsgefangenschaft ging er im Spätsommer 1945 nach Kiel, wo er an der Christian-Albrechts-Universität zunächst Diätendozent und stellvertretender Direktor des Zoologischen Institutes und Museums sowie des Museum für Völkerkunde der Universität Kiel wurde. 1947 übernahm er als Direktor die Leitung des neu gegründeten Institutes für Haustierkunde an der Kieler Universität. An dieser Universität wurde er 1951 zum ordentlichen Professor ernannt, war von 1951 bis 1953 Dekan der Landwirtschaftlichen Fakultät, 1958/1959 Dekan der Mathematisch-Naturwissenschaftlichen Fakultät und 1967/1968 Rektor der Universität. 1977 wurde er emeritiert, war jedoch auch danach noch am Institut tätig. Seine Nachfolge dort als Professor für Zoologie trat erst zum 1. Oktober 1982 Dieter Kruska an, der vorher Dozent am Institut für Zoologie der Tierärztlichen Hochschule Hannover war.
Zahlreiche Forschungsreisen führten Herre unter anderem in die Türkei, nach Lappland, Schweden, Südamerika, Westafrika, in die Sowjetunion, nach Nepal und zu den Galapagos-Inseln. 1972 übernahm er eine Gastprofessur in Kyōto (Japan). Im Jahr 1976 wurde Herre zum Mitglied der Leopoldina gewählt.

## Forschung
Wolf Herre untersuchte vor allem die Veränderungen, die sich im Verlauf der Domestikation einer Tierart in deren Gehirn ereigneten. Als Anatom interessierte ihn vor allem ein Vergleich der Morphologie des Gehirns von Wildtieren mit ihren domestizierten Verwandten und deren Hybriden. Daneben behielt er auch deren Verhaltensweisen und die Rolle dieser Arten in der Kulturgeschichte im Blick. So vertrat Herre beispielsweise die Auffassung, der Hund habe dem Menschen zu Beginn der Domestikationphase als Nahrungsreserve gedient, die Tiere seien also in Notzeiten geschlachtet worden.
Um seine Studien durchführen zu können, bewirkte er die Einrichtung einer Gehegeanlage – des „Haustiergartens“ – am Institut. Unter seiner Leitung wurden dort unter anderem Forschungen mit Puwos, Puschas und Pucoys durchgeführt. Für Herre selbst waren Wolf und Hund zentrale Themen seiner Forschungen.
Sein vor allem auf das Gehirngewicht ausgerichtetes Forschungsinteresse eröffnete Erik Zimen und später Dorit Feddersen-Petersen den Weg zu primär verhaltensbiologischen Studien.

## Anekdote und Zitat
Erik Zimen erzählt, er habe als neuer Mitarbeiter im Kieler Institut für Haustierkunde (aus Mangel an für sein Auditorium interessanten Themen) allgemein über Domestikation als Modell für die Evolution referiert und sei dann von Herre „fast liebevoll“ berichtigt worden. Herre habe dargestellt, dass Domestikation niemals ein Modell der Evolution sein könne. Er habe darauf verwiesen, dass Evolution primär zur Artenbildung führe, wogegen Domestikation zu einer – teils erheblichen — Veränderung von Einzelmerkmalen führe, nicht aber zur Umbildung einer Population als ganzes und damit keine Artbildung stattfände.

„Haustiere sind Teile von Wildarten, bei denen unter veränderten Umweltbedingungen eines Hausstandes im Laufe von Generationen ein unerwarteter Reichtum an erblich gesteuerter Entwicklungsmöglichkeit zur Entfaltung kommt, den Menschen in Bahnen lenken, die ihnen zunehmend vielseitigen Nutzen oder besondere Freude bereiten.“

## Veröffentlichungen (Auswahl)
- Literatur von und über Wolf Herre im Katalog der Deutschen Nationalbibliothek
- Haustiere – zoologisch gesehen. Diverse Auflagen in unterschiedlichen Verlagen
- Das Experiment Domestikation. In: Biologie in unserer Zeit. Band 4, 1974, S. 72, doi:10.1002/biuz.19740040303.

## Belege
1. ↑  Paul Meißner (Hrsg.): Alt-Herren-Verzeichnis der Deutschen Sängerschaft. Leipzig 1934, S. 203.
2. 1 2 3  Ernst Klee: Das Personenlexikon zum Dritten Reich. Wer war was vor und nach 1945. Fischer Taschenbuch Verlag, Zweite aktualisierte Auflage, Frankfurt am Main 2005, S. 247.
3. ↑  Bundesarchiv R 9361-IX KARTEI/15250282
4. ↑  Erik Zimen: Der Hund – Abstammung, Verhalten, Mensch und Hund. Goldmann, 1992, ISBN 3-442-12397-6, S. 202 f.
5. ↑  W. Herre, M. Röhrs: Haustiere – zoologisch gesehen. Gustav Fischer Verlag Stuttgart 1990, ISBN 3-8274-0722-2. Zitiert nach: Andrée Wagner: Das Wichtigste ist Respekt. In: forum 228, Juli 2003.

| Personendaten    | Personendaten                                  |
| ---------------- | ---------------------------------------------- |
| NAME             | Herre, Wolf                                    |
| ALTERNATIVNAMEN  | Herre, Karl Wolfgang (vollständiger Name)      |
| KURZBESCHREIBUNG | deutscher Zoologe, Rektor der Universität Kiel |
| GEBURTSDATUM     | 3. Mai 1909                                    |
| GEBURTSORT       | Halle (Saale)                                  |
| STERBEDATUM      | 12. November 1997                              |
| STERBEORT        | Frankfurt am Main                              |